# Episodi di Grey's Anatomy (undicesima stagione)
L'undicesima stagione della serie televisiva Grey's Anatomy è stata trasmessa in prima visione assoluta dal 25 settembre 2014 al 14 maggio 2015; al debutto negli Stati Uniti su ABC, a partire dal sesto episodio è l'emittente CTV, in Canada, a trasmettere la stagione in prima assoluta.
I personaggi di Amelia Sheperd (Caterina Scorsone) e Maggie Pierce (Kelly McCreary), dopo essere apparsi negli ultimi episodi della decima stagione, entrano ufficialmente nel cast, mentre il Dottor Shepherd, interpretato dall'attore Patrick Dempsey, nel finale di stagione esce dalla serie dopo undici stagioni.
In Italia la stagione è trasmessa in prima visione satellitare da Fox Life, canale a pagamento della piattaforma Sky, dal 27 ottobre 2014 al 29 giugno 2015.
| nº | Titolo originale                | Titolo italiano                            | Prima TV USA      | Prima TV Italia  |
| -- | ------------------------------- | ------------------------------------------ | ----------------- | ---------------- |
| 1  | I Must Have Lost It on the Wind | Forse l'ho perso nel vento                 | 25 settembre 2014 | 27 ottobre 2014  |
| 2  | Puzzle With a Piece Missing     | Un rompicapo senza soluzione               | 2 ottobre 2014    | 3 novembre 2014  |
| 3  | Got to Be Real                  | Dobbiamo essere realistici                 | 9 ottobre 2014    | 10 novembre 2014 |
| 4  | Only Mama Knows                 | Solo mamma lo sa                           | 16 ottobre 2014   | 17 novembre 2014 |
| 5  | Bend & Break                    | Spezzati e piegati                         | 23 ottobre 2014   | 1º dicembre 2014 |
| 6  | Don't Let's Start               | Non ricominciamo                           | 6 novembre 2014   | 8 dicembre 2014  |
| 7  | Could We Start Again, Please?   | Possiamo ricominciare da capo, per favore? | 13 novembre 2014  | 15 dicembre 2014 |
| 8  | Risk                            | Rischio                                    | 20 novembre 2014  | 22 dicembre 2014 |
| 9  | Where Do We Go From Here        | E adesso dove andiamo?                     | 29 gennaio 2015   | 9 marzo 2015     |
| 10 | The Bed's Too Big Without You   | Il letto è troppo grande senza di te       | 5 febbraio 2015   | 16 marzo 2015    |
| 11 | All I Could Do Was Cry          | L'unica cosa che potevo fare era piangere  | 12 febbraio 2015  | 23 marzo 2015    |
| 12 | The Great Pretender             | La grande finzione                         | 19 febbraio 2015  | 30 marzo 2015    |
| 13 | Staring at the End              | Guardare la fine                           | 26 febbraio 2015  | 6 aprile 2015    |
| 14 | The Distance                    | La distanza                                | 5 marzo 2015      | 13 aprile 2015   |
| 15 | I Feel the Earth Move           | Sento la terra che si muove                | 12 marzo 2015     | 20 aprile 2015   |
| 16 | Don't Dream It's Over           | Non sognare, è finita                      | 19 marzo 2015     | 27 aprile 2015   |
| 17 | With or Without You             | Con o senza te                             | 26 marzo 2015     | 4 maggio 2015    |
| 18 | When I Grow Up                  | Da Grande                                  | 2 aprile 2015     | 11 maggio 2015   |
| 19 | Crazy Love                      | Folle amore                                | 9 aprile 2015     | 18 maggio 2015   |
| 20 | One Flight Down                 | Precipitare...                             | 16 aprile 2015    | 25 maggio 2015   |
| 21 | How to Save a Life              | Come salvare una vita                      | 23 aprile 2015    | 8 giugno 2015    |
| 22 | She's Leaving Home (1)          | Lei è andata via                           | 30 aprile 2015    | 15 giugno 2015   |
| 23 | She's Leaving Home (2)          | Lei è andata via                           | 30 aprile 2015    | 15 giugno 2015   |
| 24 | Time Stops                      | Il tempo si ferma                          | 7 maggio 2015     | 22 giugno 2015   |
| 25 | You're My Home                  | Tu sei la mia casa                         | 14 maggio 2015    | 29 giugno 2015   |

## Forse l'ho perso nel vento
- Titolo originale: I Must Have Lost it on the Wind
- Diretto da: Kevin McKidd
- Scritto da: Stacy McKee

### Trama
Meredith è contrariata dall'insistenza di Derek nel voler andare a Washington e si sfoga con Alex irrompendo a casa sua in piena notte, cacciando Jo dal letto. Nel frattempo, Richard, che ha scoperto di essere padre di Maggie Pierce, sostituta di Cristina nel ruolo di primario di cardiologia al Grey Sloan, per evitare di ricadere nell'alcolismo si rivolge ad una comunità, in cui, a sorpresa, trova anche Amelia Shepherd, ex tossica.
In ospedale arriva, tramite elisoccorso, un uomo che si era sperduto nel deserto. Al suo caso lavoreranno Maggie e Meredith. A causa del forte vento, la barella con cui Hunt, Grey e Pierce stavano soccorrendo il campeggiatore, si sgancia e cade dal tetto dell'ospedale su un'automobile dentro cui un adolescente malato di tumore, Dave, e la sua ragazza Monica stavano avendo un rapporto sessuale.
Callie e Arizona continuano a valutare la possibilità di avere un secondo figlio con l'ausilio di una madre surrogata; Callie ha qualche perplessità, ma il desiderio di una nuova maternità è così forte che alla fine acconsentirà.
Intanto Derek e Amelia si occupano di un uomo con un grave trauma alla testa, che non ce la farà.
Meredith è alquanto ostile con la Pierce e continua a prevaricarla nella gestione del paziente, cosa che porterà le due a scontrarsi.
I ragazzi dell'auto riportano solo qualche leggera contusione in apparenza, ma quando Monica non reagisce più deve essere operata da Derek per un'emorragia epidurale e si salverà.
Richard cerca di stabilire un rapporto con Maggie, senza però dirle che è suo padre. Arizona invece decide di prendere il dottorato in chirurgia fetale e ne parla con Callie.
Alex e Bailey competono per il seggio nel consiglio. Derek dice a Meredith di avere rinunciato all'incarico a Washington e di avere scelto lei e i loro figli.
- Il titolo riprende l'omonimo brano di Elton John

## Un rompicapo senza soluzione
- Titolo originale: Puzzle with a Piece Missing
- Diretto da: Rob Corn
- Scritto da: William Harper

### Trama
Maggie cerca al Grey Sloan Memorial Hospital le sue origini e ben presto si rende conto che non sarà facile. Jo cerca di persuadere Maggie raccontandole del dilemma di Alex circa il suo lavoro presso la clinica privata del dottor Oliver Lebackes e il suo posto nel consiglio. Maggie rivela questa informazione durante un intervento dinanzi ad entrambi ed Alex viene licenziato dalla clinica. Inoltre la cardiochirurga rimprovera Jo per averle confidato una notizia che non pensava fosse confidenziale e la sospende dal suo reparto. Maggie trova conforto nell'amicizia di Amelia e capisce che Meredith non è così cattiva come sembra. Esprime grande interesse per il progetto di mappatura genomica condotto dalla Bailey, e usa le ricerche di Cristina per risolvere il caso della famiglia McNeil; la cardiopatia dei bambini era causata da una mutazione genetica. Dopo accese discussioni, Callie dice ad Arizona che dovrebbe accantonare il corso di specializzazione, essendo già una pediatra di successo, e pensare ad avere un secondo figlio. Dopo la conversazione con Amelia, Maggie dice a Meredith che Ellis Grey è anche sua madre, ma Meredith non le crede, dicendole che a 5 anni avrebbe saputo se sua madre fosse stata incinta.
- La voce narrante in questo episodio è quella di Maggie Pierce
- In originale, il titolo dell'episodio è lo stesso di un brano di Gotye.

## Dobbiamo essere realistici
- Titolo originale: Got to Be Real
- Diretto da: Rob Corn
- Scritto da: Zoanne Clack

### Trama
Meredith entra in crisi dopo la rivelazione della Pierce e cerca consiglio in Alex, alle prese con la presentazione per il posto nel consiglio, suscitando la gelosia di Jo. Owen cerca di convincere Callie ad applicare i suoi progetti di gamba robotica ai veterani di guerra, inizialmente fallendo e scontrandosi con la Torres, poi riuscendo nel suo intento. Arizona continua il suo percorso da dottoranda in chirurgia fetale con la dottoressa Herman.
In pronto soccorso intanto arriva un uomo con un tronco d'albero nel torace e i chirurghi si mobilitano per aiutarlo. In particolare Richard trova una certa sintonia con Maggie. Alex aiuta Meredith a scoprire quanto più possibile sulla Pierce e le ricerche confermano che Maggie è sorella di Meredith. Jackson e Callie operano uno dei veterani che inizialmente non era un buon candidato per il progetto della gamba robotica, spostando i nervi dell'uomo. Intanto Amelia e Derek sono in contrasto poiché lui pensa che la sorella non sia all'altezza del ruolo che ricopre. Prima dell'appuntamento per la madre surrogata Callie, vedendo delle incertezze nella moglie, capisce che Arizona non vuole un altro figlio e quindi l'appuntamento viene annullato. Il posto di Cristina nel consiglio viene preso definitivamente dalla Bailey, ed Alex ne rimane molto deluso. Meredith litiga con Derek ma non gli rivela che Maggie è sua sorella. Richard confessa a Maggie di essere suo padre e lei si infuria e lo respinge, dicendogli che è un codardo.
- In originale, il titolo dell'episodio è lo stesso di un brano di Cheryl Lynn

## Solo mamma lo sa
- Titolo originale: Only Mama Knows
- Diretto da: Nicole Rubio
- Scritto da: Mark Driscoll

### Trama
Meredith è ancora in contrasto con Derek, che si aspetta da lei dei successi per i quali sia valsa la pena di essere rimasti a Seattle. Intanto la Pierce annuncia al consiglio le sue dimissioni, dovute alla rivelazione di Richard. Nel frattempo, Meredith soccorre una bambina lasciata sola fuori dall'ospedale; all'apparenza sembra incinta, ma in realtà ha l'addome gonfio dovuto ad una grossa massa. Richard e Meredith cercano di ricostruire il passato e trovare qualche indizio nei diari di Ellis che possa confermare nuovamente una sua gravidanza. Durante un intervento con Derek, Maggie sta per parlargli della sua situazione, ma si rende conto che Meredith non ha detto nulla a suo marito e allora gli consiglia di parlare con lei, poi conclude con successo una procedura innovativa su un paziente che aveva paralizzato precedentemente. Meredith è in sala operatoria con Alex e si occupa della bambina, brillantemente. Derek prova a parlare con la moglie ma lei lo liquida dicendogli di andare a Washington, perché lei non ha mai voluto che lui rinunciasse al lavoro a causa sua. Poi comincia ad esaminare uno dei diari di sua madre e ricorda l'occasione in cui lei si tagliò le vene. Derek parla di nuovo con Maggie, che finalmente gli dice di essere sorellastra di Meredith e lui accoglie la notizia con grande entusiasmo, chiedendole di non andarsene finché non avranno chiarito la cosa insieme a Meredith. Richard racconta a Meredith cosa successe tra lui ed Ellis molti anni prima e lei capisce che la loro rottura era stata il motivo per cui la madre aveva tentato il suicidio. Derek chiede una tregua alla moglie, le dice di sapere di Maggie e finalmente Meredith si apre con lui. Poi parla con Maggie, mostrandole il diario di Ellis risalente al periodo della sua seconda gravidanza, in cui erano appuntati tutti i suoi pasti, cosa che significava che lei voleva che la figlia stesse bene.
- Il titolo originale richiama la canzone di Paul McCartney

## Spezzati e piegati
- Titolo originale: Bend & Break
- Diretto da: Jesse Bochco
- Scritto da: Meg Marinis

### Trama
Callie ed Arizona hanno dei problemi di coppia, dovuti alla specializzazione di Arizona e agli effetti che ha sulla loro decisione di avere un altro bambino e vanno dalla consulente matrimoniale per cercare di risolverli. La donna propone alla coppia una pausa: Callie è contraria, ma Arizona è favorevole, così si decide per una pausa di trenta giorni durante la quale le due non dovranno né parlare, né avere rapporti sessuali, né avere alcun tipo di condivisione. Dopo dieci giorni la coppia infrange le regole con un bacio e devono ricominciare da capo. Parallelamente vengono esaminate le storie dei loro pazienti, e alla fine dei trenta giorni, nonostante sembrasse che la coppia si fosse rafforzata, Callie confessa di sentirsi finalmente libera e di non voler tornare indietro, perché cercare di salvare il loro matrimonio la sta lentamente uccidendo.
- Una canzone dei Keane ha lo stesso titolo

- Le voci narranti in questo episodio sono quelle di Arizona Robbins e Callie Torres

## Non ricominciamo
- Titolo originale: Don't Let's Start
- Diretto da: Rob Greenlea
- Scritto da: Austin Guzman

### Trama
Dopo la rottura con Callie, Arizona dorme in ospedale, rendendo più facili e veloci anche gli studi con la Hermann. In ospedale arriva una donna che è stata picchiata a sangue, a seguito del furto dell'auto in cui viveva temporaneamente. Si scoprirà essere una veterana, ed Owen, Callie e Jo la operano. Bailey e Warren si occupano di un uomo con dolori addominali che in realtà ha un grosso tumore all'esofago, che dovrà essere asportato e rimpiazzato con una parte di colon. Derek convince Meredith ad invitare Maggie a cena per consolidare il loro rapporto e di nascosto invita anche Richard, in modo che padre e figlia possano chiarirsi. Intanto arriva in visita la madre di April, con tantissimi consigli ed esperienze da dare alla figlia, che la respinge in malo modo, mentre Jackson si dimostrerà più disponibile del previsto.
Durante l'intervento l'uomo col tumore muore, mentre la donna entrerà a far parte di un programma di riabilitazione per veterani. Maggie e Richard arrivano a casa di Meredith e Derek e, mentre aspettano sul portico, parlano e, non riuscendo a chiarirsi, Maggie se ne va.
La Hermann confessa ad Arizona di avere un tumore inoperabile al cervello e che le resta poco tempo, intimandole di non dire nulla al Consiglio e continuare la specializzazione per acquisire tutto il suo sapere in sei mesi.

## Possiamo ricominciare da capo, per favore?
- Titolo originale: Could We Start Again, Please?
- Diretto da: Bobby Roth
- Scritto da: Andy Reaser

### Trama
Il segreto di Amelia sulla tossicodipendenza viene svelato in ospedale, quando la figlia di una paziente scopre che Amelia è il medico di sua madre e chiede pubblicamente che venga rimossa dall'incarico. La donna era alle riunioni anonime con Amelia, e conosce ogni dettaglio del suo passato. Amelia, non riuscendo a sopportare le chiacchiere dei colleghi, cerca conforto in Richard, ex alcolizzato. Decide quindi, su consiglio di Richard, di esercitare il proprio diritto a non discutere del passato di tossicodipendenza con Owen, il quale, per avere le risposte che cerca, va da Derek. Quest'ultimo, con l'intento di riottenere il posto di primario di neurochirurgia, fa credere a Owen che la sorella non è sobria. Arizona intanto assume un caso senza la dottoressa Herman, riesce a salvare la bambina, ma la madre muore sul tavolo operatorio. La Herman, irrintracciabile per tutto il giorno, si presenta dopo l'intervento, confessando di aver subito una dose speciale di radioterapia, e di aver comunque tenuto d'occhio il lavoro di Arizona. April, al fianco di Arizona nel tentativo di salvare la madre della neonata, si preoccupa per la propria gravidanza. Jo compie il primo intervento da sola. Una volta finito, però, non riesce a ricordare se ha svolto ogni passo. Per insegnarle a essere fiduciosa in se stessa, la Bailey le fa credere che il paziente è morto a causa della sua negligenza, anche se non è vero. Derek si rivolge al consiglio dell'ospedale e confessa di aver mentito su Amelia e che non merita di essere espulsa. Poi dice ad Amelia di aver sbagliato, ma che lo ha fatto per il suo bene e per quello di Meredith e dei bambini.

## Rischio
- Titolo originale: Risk
- Diretto da: Rob Corn
- Scritto da: William Harper

### Trama
Arriva in ospedale una donna che ha subito una cura canalare e Maggie Pierce chiama Derek e Meredith per un consulto, al fine di decidere quale intervento sia il più urgente. Derek insiste per operare per primo, ma Meredith ritiene più opportuno operare per prima il cuore. Derek si arrabbia e prende la cosa sul personale, come se la moglie volesse punirlo per aver rinunciato a Washington facendola sentire la causa di tutto. Intanto April va a fare un'ecografia e con sorpresa trova Stephanie, che vorrebbe dedicarsi per un po' alla medicina fetale e per errore dice alla Kepner il sesso del piccolo. Durante la visita, Stephanie nota un'anomalia nel bambino (che ha le gambe incrociate) e i suoi dubbi aumentano quando gli Avery dicono che anche durante la precedente ecografia si trovava in quella posizione, come se fosse un "piccolo Buddha". Intanto, la segretaria del presidente arriva al Grey Sloan Memorial Hospital per chiedere nuovamente a Derek di dirigere la ricerca a Washington, ma lui rifiuta ancora l'offerta. Arizona si fa inviare di nascosto le cartelle della dottoressa Herman per capire la portata del suo tumore, ma Amelia le scopre e vuole più informazioni. Stephanie si rivolge ad Arizona per un consulto sull'ecografia di April ed entrambe sperano di sbagliare. Chiedono un ulteriore consulto alla Herman, la quale toglie ogni dubbio: il bimbo soffre di osteogenesi imperfetta, per cui se la gravidanza dovesse arrivare a termine il piccolo sopravvivrebbe comunque per pochissimo tempo, e non c'è nulla da fare. Amelia, all'insaputa di Arizona, ha continuato a studiare il tumore della Herman e la stupisce dicendole di poterlo rimuovere. Stephanie e la Herman parlano ancora del piccolo Avery ma, proprio in quel momento, Jackson esce dall'ascensore e le sente; così Steph è costretta a svelare a Jackson la loro triste scoperta. A fine giornata, Meredith e Derek discutono: lui le rimprovera di non essere mai riuscita a stargli accanto da quando gli è stato proposto il lavoro a Washington, e che è rimasto soltanto per lei rinunciando a tutto. Lei, ormai stremata da questa continua discussione, pensa che la miglior cosa da fare sia accontentare Derek, malgrado non sia d'accordo, così gli dice di accettare l'incarico e andare via, perché sa che è quello che lui vuole davvero. Derek non perde tempo e, davanti a Meredith, telefona alla segretaria per accettare il lavoro.

## E adesso dove andiamo?
- Titolo originale: Where do we go from here
- Diretto da: Debbie Allen
- Scritto da: Meg Marinis

### Trama
Derek prepara subito la valigia per partire ma quando Meredith torna a casa e scopre che tutta la roba di Derek è sparita, stacca dal muro il quadretto con il post-it (in cui si erano promessi amore nonostante le difficoltà) e lo getta nel cestino. Jackson dice ad April della malattia del loro bambino e lei è sconvolta. In ospedale arriva una donna in gravi condizioni, probabilmente si è gettata con l'auto da un ponte con i figli. I medici pensano che sia stato intenzionale e che volesse uccidere i suoi figli. Arizona chiede ad Amelia di non dire a nessuno del tumore della Herman, ammettendo di aver rubato i suoi esami clinici, ma Nicole scopre tutto. April discute con Stephanie e la incolpa di non averle detto che qualcosa non andava nel suo bambino, durante l'ecografia. Jackson, intanto, chiede ad Arizona di dare loro tutte le informazioni possibili sulla malattia del bimbo, in modo da essere preparati a tutto. Meredith, in sala operatoria, intuisce che la donna non ha causato l'incidente solo perché era stressata, ma perché aveva un piccolo tumore al pancreas che ha causato il tutto: si tratta di un insulinoma, un particolare tipo di tumore che produce grandi quantità di insulina e quindi improvvise crisi ipoglicemiche; la donna quindi è innocente. Amelia dice a Nicole di poter rimuovere tutto il suo tumore al cervello, ma c'è il rischio di morire o di rimanere un vegetale; allora la Herman propone di attendere fino a quando il tumore non avrà intaccato il nervo ottico: solo a quel punto si lascerà operare. Meredith telefona a Derek: lui è in aeroporto e le chiede se vuole che torni a casa, ma lei gli dice di andare e fare ciò che deve; entrambi concordano sul fatto che ce la faranno e sapranno affrontare tutto. Nell'ultima scena, Meredith riprende il quadretto con il post-it ormai rotto e lo riattacca al muro: nel post-it si sono ripromessi di stare insieme e di amarsi anche quando le cose sarebbero state difficili, quindi continueranno a stare insieme.

## Il letto è troppo grande senza di te
- Titolo originale: The bed's too big without you
- Diretto da: Chandra Wilson
- Scritto da: Tia Napolitano

### Trama
Jackson accompagna April a fare l'esame per scoprire che tipo di osteogenesi ha il loro bambino. Poi, discutendo, lui dice che se il bimbo fosse di tipo 2 sarebbe meglio abortire, ma lei, in disaccordo, dice che vorrebbe tenerlo comunque. La madre di April arriva a Seattle per confortarla e la convince a non voler conoscere il risultato del test, perché bisogna accettare il volere di Dio; ma tutto questo porta ad un'accesa discussione con Jackson. La dott.ssa Herman dà inizio ad un corso intensivo per insegnare tutto il suo sapere ad Arizona prima del suo intervento, raccogliendo tutti i casi più complessi ed impossibili. Amelia organizza delle lezioni per gli specializzandi, per fare in modo che comprendano ogni passo dell'intervento sulla Herman, ma il suo approccio è troppo complesso e gli specializzandi sembrano sempre più perplessi, a parte Stephanie. Meredith, Maggie, Bailey e Jo si trovano davanti ad un tumore che ha invaso gran parte del torace della paziente e non riescono a vederlo nel suo insieme; allora Meredith ha l'idea di usare la stampante 3D per ricreare il tumore e poterlo visualizzare totalmente. Stampato il tumore, i chirurghi organizzano le fasi dell'intervento e riescono a toglierlo. La sera, Meredith si mette a letto con il suo tumore in 3D e fa una videochiamata a Maggie. Arizona e la Herman comunicano ad April e Jackson di avere il referto dell'esame.
- Il titolo originale fa riferimento all'omonimo brano dei Police

## L'unica cosa che potevo fare era piangere
- Titolo originale: All I could do was cry
- Diretto da: Ron Underwood
- Scritto da: Elizabeth J.B. Klaviter

### Trama
Arizona e la Herman comunicano ad April e Jackson che il loro bambino ha l'osteogenesi di tipo 2 e che potrebbe morire subito dopo il parto. Alla fine dell'incontro, April va via passando per il pronto soccorso e qui vede una donna ricoperta di sangue piangere disperata. Catherine Avery arriva a Seattle per consolare la coppia e riesce a dare un po' di forza ad April. In pronto soccorso arriva una coppia: lui durante una battuta di caccia ha sparato involontariamente alla moglie. Mentre quest'ultima è in sala operatoria, si scopre che è incinta e che sta per partorire. Meredith chiede a vari colleghi il favore di tenerle i bambini per il week-end, per poter andare a Washington da Derek, ma tutti rifiutano tranne Maggie, che si offre di stare con loro. Ben lascia dei campioni da laboratorio a una specializzanda sconosciuta ma questa li abbandona, creando non pochi problemi ai medici. Alla fine April la riconosce: era la donna piena di sangue dell'inizio dell'episodio; ha perso il suo fidanzato in un incidente, e non avendo altri abiti da darle, l'infermiera del pronto soccorso le ha fatto mettere una divisa da specializzanda, e la ragazza, non essendo ancora pronta a lasciarlo andare, per quelle ore si era limitata a vagare per l'ospedale. Dopo la loro conversazione, April trova la forza di fare ciò che è necessario: lascia che la Herman le induca il parto e culla il suo bambino, chiamato Samuel, finché rimarrà in vita.
- il titolo si riferisce all'omonimo brano di Etta James

- La voce narrante in questo episodio è quella di April Kepner

## La grande finzione
- Titolo originale: The great pretender
- Diretto da: Jeannot Szwarc
- Scritto da: Mark Driscoll

### Trama
Miranda accompagna Ben e suo fratello Kurt in montagna, dove erano soliti campeggiare da piccoli, per spargere le ceneri del loro defunto padre. Kurt ha un mancamento, cade e viene portato al Grey Sloan. Meredith torna a Seattle ma alle domande degli amici su come sia andata con Derek dà risposte molto vaghe. Nonostante April e Jackson le abbiano chiesto di non stargli addosso, Catherine vuole a tutti i costi informarsi su come stiano. Meredith prende in cura Kurt e si accorge che c'è qualcosa di strano: Kurt, infatti, è una transgender che vuole diventare una donna, ma la cura che stava seguendo gli ha provocato seri problemi di salute; inoltre Ben, che è sempre stato molto legato al fratello, ha difficoltà ad accettare il suo stato di transizione. Maggie, intanto, dice a Meredith di aver scoperto che in realtà lei non è mai andata da Derek a Washington e così Meredith ammette di non essere riuscita a prendere quell'aereo, per paura che suo marito potesse non essere felice di vederla. Amelia bussa alla roulotte di Owen e i due si baciano. Meredith va a casa di Alex per confidarsi e gli racconta del week-end: gli dice che è stato fantastico, perché lo stare da sola le ha permesso di essere se stessa al di fuori del suo essere moglie, madre e medico e gli dice di non voler lasciare Derek ma, allo stesso tempo, di non voler stare con lui. L'episodio si chiude con una scena di Meredith che salta sul letto dell'hotel, felice della sua temporanea libertà.
- Il titolo originale fa riferimento all'omonimo brano dei Platters (è nota anche la versione di Freddie Mercury)

## Guardare la fine
- Titolo originale: Staring at the end
- Diretto da: Mark Jackson
- Scritto da: Stacy McKee

### Trama
Amelia dice a Nicole che ci vorranno circa 6 settimane prima che il tumore raggiunga il chiasma ottico. Intanto, Amelia tiene delle conferenze in cui spiega agli specializzandi il suo programma d'intervento sul tumore della Herman e sempre più persone, da diversi ospedali, si interessano ai suoi studi. Intanto le settimane passano: continuano le conferenze, continua il corso intensivo di Nicole e continuano le sue sedute di radioterapia ma, un giorno, Nicole decide di interromperle perché l'ultima volta è stata troppo pesante per lei. Amelia cerca di farla ragionare, ma inutilmente. Callie intanto si preoccupa per Arizona; in particolare si preoccupa per lei nel caso in cui il tumore dovesse uccidere il suo mentore. Amelia comincia a vacillare ed a perdere sicurezza; riemerge così il suo complesso di inferiorità dei confronti di Derek. Dopo un intervento, Nicole va da Amelia per dei problemi alla vista e scoprono che il tumore ha infiltrato il chiasma ottico: è arrivato il momento di lasciare che Amelia la operi.
- La voce narrante in questo episodio è quello della dottoressa Herman

## La distanza
- Titolo originale: The distance
- Diretto da: Eric Laneuville
- Scritto da: Austin Guzman

### Trama
Nicole è in sala operatoria e Amelia si prepara ad operare, nonostante sia terrorizzata. La galleria è piena di medici: tutti vogliono assistere all'intervento che cambierà per sempre la storia della medicina, ma ad un certo punto Amy si blocca e non sa più come proseguire. Richard la raggiunge in sala e lei gli chiede di chiamare Derek, perché lui saprebbe cosa fare e potrebbe terminare l'intervento al posto suo. Il dottor Webber, però, la convince che quella non sia la scelta giusta: è lei che ha studiato il tumore, è lei che ne conosce ogni parte e che sa cosa va fatto; Derek invece non sa nulla di quel tumore e farebbe certamente più danni. Amy allora torna in sé e ricomincia, intervenendo sul nervo ottico e sperando di liberarlo dalla massa. Arizona intanto è costretta ad operare da sola per la prima volta e prende una decisione coraggiosa ma, seppur ostacolata dalla Bailey e da Alex, alla fine si rivela la cosa giusta da fare. In sala operatoria Stephanie sviene perché, a causa del nuovo regolamento, non è stata mai abituata a stare così tante ore in piedi e viene sostituita da Meredith. Quando si riprende, torna in sala e Amy, esausta, le lascia chiudere. Fuori dalla sala, Amelia scoppia in lacrime e lascia andare tutta la tensione che aveva accumulato in quei duri mesi di studio e preparazione. L'intervento è andato a buon fine, ma passano i giorni e la Herman non si sveglia: Amy si strugge riguardando i filmati dell'operazione e cercando un suo possibile errore e non si dà pace. Ma Stephanie, guardando una tac, nota dall'immagine che Nicole ha avuto un ictus. Passano altri giorni e finalmente la Herman si sveglia e tutti sono sollevati ma, rimasta da sola con Arizona, le confessa di essere cieca, ma anche felice di essere viva e di essere riuscita a insegnarle tutto in tempo.
- La voce narrante in questo episodio è quella di Amelia Sheperd

## Sento la terra che si muove
- Titolo originale: I Feel the Earth Move
- Diretto da: Thomas J. Wright
- Scritto da: Jen Klein

### Trama
Jo e Stephanie sono in galleria ad osservare un intervento della Grey e notano che Meredith non ha perso alcun paziente da mesi, precisamente dal mese di novembre. All'improvviso la terra comincia a tremare. Maggie è in ascensore al momento del terremoto e rimane bloccata insieme al radiologo Ethan. Intanto, Jackson vuole convincere Ben ad unirsi alla "banda dei plastici". Al telefono del pronto soccorso chiama Ruby, una bambina che ha visto la madre cadere durante il terremoto e non riuscire più a respirare. Cercano di rintracciare la chiamata ma non ci riescono, perché proviene da un cellulare e non da un telefono fisso. Owen ed Amelia, capito che si tratta di un enfisema sottocutaneo, cercano di darle istruzioni per farle espellere l'aria con una sonda e la convincono a farlo usando uno spiedino ed una cannuccia. Meredith, intanto, continua a salvare ogni paziente di cui si occupa, tanto da lasciare sbalordite Steph e Jo. Ethan invita Maggie ad uscire, ma lei rifiuta. La batteria del cellulare di Ruby è quasi scarica, allora i medici le dicono di spingere sul torace per far respirare la madre, muovendosi al ritmo di una canzone. Owen, Amy e Richard, allora, cominciano a cantarle "Stayin' Alive" e le dicono di seguire quel ritmo, dicendole anche che la sua posizione è stata rintracciata, ma all'improvviso la chiamata si chiude. Dopo un po', finalmente arriva l'elicottero che porta Ruby e sua madre in ospedale. Maggie confessa a Callie che lei non esce con nessun ragazzo perché tra lei e gli altri c'è sempre stato un muro e così sarà sempre, ma Callie le dice che ormai è grande e potrebbe essere finalmente pronta a rapportarsi con qualcun altro. In sala operatoria, Jo dice a Meredith che sta battendo un record, perché non perde un paziente da 89 interventi, dal 14 novembre. Ma Meredith rimane perplessa, perché il 14 novembre è il giorno in cui Derek è andato via e lei da quel giorno ha cominciato ad andare alla grande, cominciando a chiedersi se non stia meglio senza di lui. Maggie, intanto, raggiunge Ethan in ascensore ed accetta il suo invito, pur mantenendo ancora le distanze. Meredith parla con Alex e gli dice che aveva ragione lui, che lei non ha bisogno di Derek in casa e, soprattutto, non ha bisogno di lui per dimostrare di essere un eccellente chirurgo. La partenza di Derek è riuscita a ricordarle chi è davvero, al di là del loro matrimonio, ma questo non vuol dire che non voglia condividere questo momento con lui. Allora, rimasta da sola, decide di telefonargli per dirgli tutto questo ma, inaspettatamente, al suo cellulare risponde una donna.
Guest Star: Millie Bobby Brown (Ruby).

## Non sognare, è finita
- Titolo originale: Don't dream it's over
- Diretto da: Susan Vaill
- Scritto da: Andy Reaser

### Trama
April e Jackson vorrebbero riavere una vita sessuale, ma lui crede che sua moglie non sia ancora pronta. Meredith continua a chiamare Derek, ma risponde la segreteria. Callie esce a cena con una donna, ma l'appuntamento si conclude all'ingresso dell'ospedale perché viene chiamata al pronto soccorso. Mentre si salutano con un bacio, Callie nota che Arizona le ha viste. Meredith racconta della telefonata a Maggie e Alex che la tranquillizzano, dicendole che suo marito non la tradisce. In ospedale arriva una coppia ferita da un'auto piombata nella propria casa. L'uomo al volante sembra agitato e violento, dato che colpisce la Pierce, ma all'arrivo della moglie i medici scoprono che è malato di Alzheimer e dunque non si rende conto di ciò che ha fatto. In sala operatoria Maggie fa commenti negativi sulla moglie del paziente che dovrebbe prestare più attenzione al marito. Poi scopre che Adele, la moglie di Richard, è morta di alzheimer, e si scusa con lui. La donna vittima dell'incidente è incinta e durante il controllo ha una crisi a causa di un ematoma extradurale e muore, ma il bambino riesce a salvarsi. L'autista si riprende e sembra lucido, come se fosse guarito dall'Alzheimer: i medici fanno degli esami e scoprono che ha un'altra malattia che gli fa perdere la memoria e che ritornerà presto se non si opera. Arriva la polizia e l'uomo comprende di aver ucciso una donna, così sceglie di non farsi operare, in modo che il decorso della sua malattia possa permettergli di dimenticare ciò che ha fatto, piuttosto che sentirsi in colpa per il resto della vita. Anche Callie conforta Meredith e le dice che non è possibile che Derek l'abbia tradita, perché loro due sono la prova vivente che l'amore esiste. Arizona parla a Callie della donna con cui è uscita: si tratta di una sua ex e che voleva costringerla a fare due tatuaggi uguali per festeggiare il primo mese e, al suo rifiuto, l'ha minacciata con dei coltelli; preoccupata, Callie decide di non vederla più. Richard confessa a Maggie che anche Ellis aveva l'Alzheimer e che è geneticamente predisposta anche lei; Maggie dice di sapere già della sua predisposizione e di essere felice che non fosse lui ad avere quel gene. L'episodio si conclude con Derek che torna a casa con il primo volo e Meredith chiede spiegazioni.
- Il titolo originale fa riferimento all'omonimo brano dei Crowded House

## Con o senza te
- Titolo originale: With or without you
- Diretto da: Chandra Wilson
- Scritto da: Elisabeth R. Finch

### Trama
Derek dice a Meredith di aver dimenticato il cellulare in laboratorio e, quando se n'è accorto, era già in aeroporto per tornare a casa; ha telefonato alla sua assistente e lei gli ha riferito di aver parlato con sua moglie. Un flashback ci mostra le lezioni di Derek a Washington, nove settimane prima, e il suo primo incontro con la dottoranda Renee che sta studiando una cura per l'autismo per via di sua sorella che è affetta da questa malattia; Derek ne rimane affascinato e l'aiuta nella ricerca. Meredith va in ospedale e dice ad Alex che suo marito è tornato a casa, ma non dà dettagli su chi fosse la donna. Al Grey Sloan arriva la madre di Owen per una caduta nella vasca. Insieme a lei arriva John; Owen crede che sia un paramedico, ma la madre gli rivela che è invece il suo compagno. Owen va su tutte le furie dato che John ha solo 35 anni e crede che stia con lei solo per i suoi soldi. Gli amici e colleghi di Meredith pensano che Derek, per essere tornato a casa nel cuore della notte, debba avere per forza qualcosa da farsi perdonare. Owen parla a sua madre e la convince che John non sia giusto per lei, così la donna si fa forza e lascia John, poi ha un malore e viene portata in sala operatoria. Owen intima a John di andar via e lui dice che lo farà, ma non prima di sapere che lei sia sana e salva. Owen capisce che il suo sentimento è genuino e così si siede accanto a lui in sala d'attesa. Meredith tenta un intervento rischioso su un ragazzino malato di fegato, per cercare di dargli più tempo in attesa di un trapianto, ma quello sarà il primo paziente che perderà da quando è cominciata la sua "onda fortunata". La madre di Owen esce dalla sala, l'intervento è andato bene e Owen chiede a John di non andare, accettandolo finalmente come compagno di sua madre. Flashback: Renee comincia a dare di matto perché la sua ricerca non conduce a nulla, ma Derek la sprona a proseguire. Poi Derek chiama Renee nel cuore della notte e le dice di venire in laboratorio e le mostra nuove scoperte. Le ricerche di Derek e la sua dottoranda hanno portato il loro frutto e lei è talmente entusiasta che ne approfitta per baciarlo, ma Derek si scosta da lei confessandole di essere sposato e che ama sua moglie e non vuole nient'altro al di fuori di quello che ha con lei. Così esce di fretta dal laboratorio e corre in aeroporto per tornare da Meredith. Le dice che Washington non è tutto per lui, ma lei sì e che non può vivere senza sua moglie. Meredith risponde che può vivere senza di lui, ma che non vuole farlo.
- Il titolo originale fa riferimento all'omonimo brano degli U2

## Da Grande
- Titolo originale: When I Grow Up
- Diretto da: Zetna Fuentes
- Scritto da: Tia Napolitano

### Trama
Una visita istruttiva di una classe di ragazzi di scuola elementare prende una brutta piega quando le vittime di una rapina in banca arrivano in pronto soccorso. Una squadra di agenti di polizia si presentano in ospedale per stare al fianco di due loro colleghi: due fratelli che sono stati colpiti durante la rapina. Il sospettato è un ragazzo di 15 anni, anche egli arrivato in pronto soccorso, che necessita di un intervento chirurgico. Rapidamente si scopre che il ragazzo ha anche bisogno di un trapianto di fegato. Il possibile donatore si rivela uno dei fratelli feriti nella rapina, ormai in fin di vita. Meredith deve discutere la procedura della donazione di organi con la madre dei due agenti di polizia che sono stati uccisi, ma prima che possa ottenere il consenso dalla madre, la Bailey rivela che il fegato è per il ragazzo sospettato di aver ucciso uno dei figli. La madre, appreso quanto riferito dalla Bailey, nega l'autorizzazione per la donazione degli organi. Callie sta lavorando sulla gamba del comandante che esprime preoccupazione per il giovane ragazzo. L'ufficiale dice a Callie che uno dei due poliziotti in fin di vita conosceva il ragazzo, in quanto erano riusciti a darlo in affidamento da bambino e avevano provato a convincerlo a condurre una vita onesta. Con queste nuove informazioni, Meredith riesce a convincere la madre a salvare la vita del sospettato, consentendo il trapianto di fegato. Derek torna a lavorare con Amelia, che pensa che Derek non sarà in grado di lavorare in ospedale senza cercare di rubarle interventi. Alla fine, Amelia si rende conto che suo fratello è sincero ed è felice di essere tornato a casa per la sua famiglia e di essere contento di lavorare come suo collega. A seguito di un incoraggiamento da parte di Jo, Stephanie chiede di uscire ad uno degli accompagnatori della visita di istruzione dei bambini con cui aveva condiviso buona parte della giornata, ma con sua grande sorpresa, il ragazzo si rivela essere uno studente del liceo. Alla fine Amelia confida a Derek che si sta innamorando di Owen.
- Il titolo originale fa riferimento all'omonimo brano delle Pussycat Dolls.

## Folle amore
- Titolo originale: Crazy Love
- Diretto da: Paul McCrane
- Scritto da: Elizabeth JB Klaviter

### Trama
Derek e Meredith sembra abbiano fatto pace definitivamente. Derek è comunque un po’ nervoso perché deve tornare a Washington per rassegnare le dimissioni dal progetto. Arriva Amelia che non si aspettava di trovare Derek e Meredith in casa. Dopo un po' compare anche Owen per restituire il cellulare ad Amelia. Così Meredith scopre la storia tra Owen e Amelia. Ben, Amelia e Callie si occupano di una giovane, arrogante ma talentuosa golfista arrivata con dolori alla schiena causata da uno spostamento di alcune vertebre. Amelia propone di inserire due viti ai lati della colonna per darle più movimento. Callie propone di fare un inserto a due livelli e di posizionare una piastra metallica di supporto per darle maggiore stabilità. Le due non sono d’accordo e mentre discutono del piano interviene Owen che appoggia la proposta di Amelia. La ragazza ha molta fretta di sottoporsi all’intervento per riprendere al più presto con il golf. Durante l’intervento però Amelia si rende conto che l’approccio di Callie era l’unico possibile e la fa intervenire prima che la paziente rimanga paralizzata. La madre della paziente viene a sapere che la figlia non potrà più giocare a golf e rimprovera le dottoresse per non aver esaudito il desiderio della figlia. Amelia è mortificata, ma Callie le dice che non è colpa sua in quanto la situazione era veramente grave. Alla fine Amelia si arrabbia con Owen perché crede che la loro relazione abbia influito sulla decisione dell'intervento. La Edwards viene allontanata da Amelia, che non la vuole intorno. Si inizia quindi a chiedere quale potrebbe essere la specializzazione adatta a lei. April è in pronto soccorso, dove giunge un paziente che urla disperato per il dolore: la moglie gli ha tagliato il pene dopo aver scoperto che andava a letto con una collega di lavoro. Il paziente, un famoso chef, non intende denunciare la moglie per evitare che la notizia influenzi gli affari del ristorante. April vorrebbe chiamare Catherine per tentare il reimpianto, ma Webber stabilisce che se ne occuperà lo strutturato del Grey Sloan. In elicottero arriva Catherine, che appena atterrata abbraccia affettuosamente April. Visitato il paziente, lo rassicura delle buone ipotesi di successo dell’intervento per il reimpianto del pene. La sua presenza però crea un certo imbarazzo a Richard che aveva già contattato l’urologo strutturato. Durante l’intervento di Catherine, la Edwads partecipa attivamente e riceve anche i complimenti dall’urologa, che rimane colpita dall’intraprendenza della specializzanda anche quando la situazione diventa difficile fuori dalla sala operatoria. L'intervento va per il meglio, ma la situazione sembra degenerare quando in ospedale arriva la moglie dello chef che lo perdona, e l'amante in prenda all'ira taglia nuovamente il pene dello chef. Stephanie rimette a posto le cose e Catherine Avery le propone di specializzarsi in urologia a Boston, ma lei non è convinta di voler fare l'urologa. 
La Pierce si lamenta tutto il giorno con Alex della sua disastrosa vita sociale e sentimentale. In particolare gli racconta dell’ultimo appuntamento con un radiologo dell’ospedale, che dopo la loro serata, ha iniziato ad ignorarla. La Pierce decide comunque di affrontarlo per conoscere i motivi di tale comportamento. Alex la aiuterà a comprendere cosa è andato storto.
Infine Richard e Catherine si affrontano, ma il risultato della discussione è quanto meno inaspettato. La vera sorpresa però la riceve Meredith, da una telefonata dalla Casa Bianca: Derek non è mai arrivato al suo appuntamento.
Guest Star: Debbie Allen (Catherine Avery), Jason George (Ben Warren), Lance Gross (Ethan Boyd), Jackson Hurst (Thomas Archibald)
Riferimento del titolo: Il titolo fa riferimento al brano Crazy Love, di Van Morrison

## Precipitare...
- Titolo originale: One Flight Down
- Diretto da: David Greenspan
- Scritto da: Austin Guzman

### Trama
Un incidente aereo nel centro di Seattle porta molti pazienti al Grey Sloan Memorial e la situazione fa riaffiorare vecchi ricordi a Meredith, Arizona, e Owen. Amelia cerca di allontanarsi da Owen perché non vuole mischiare la relazione con il lavoro, ma lui non è d'accordo e insiste per farle capire che sono fatti l'uno per l'altra.
Meredith cerca di lavorare senza impazzire anche perché non sa dove sia Derek. La Bailey nota che Meredith è distratta e le dice di scegliere un'ora, le 17:00, oltre la quale comincerà a preoccuparsi per Derek. Alex sta vicino ad Arizona per assicurarsi che stia bene, ma lei lo trova più fastidioso che utile. Alex confessa ad Arizona che è stato lui a tagliarle la gamba. Arizona chiede a Callie perché lei si fosse presa la colpa di averle amputato la gamba, e lei risponde che non voleva che lei odiasse un'altra persona. La separazione tra Owen e Amelia si aggrava quando gli viene ricordato di come lui abbia "fallito con i suoi uomini", quando ha noleggiato l'aeroplano che è caduto con i suoi medici a bordo. Stephanie, che è ossessionata dall'idea di trovare l'amore, è determinata a fare ricordare alla sua paziente, che ha perso la memoria, il pilota del quale si era innamorata. L'orologio batte finalmente le 17:00, ma quando Meredith va al telefono per chiamare Derek, vede luci di una macchina della polizia avvicinarsi alla casa.
- Il titolo originale è il medesimo di una canzone di Norah Jones.

## Come salvare una vita
- Titolo originale: How to Save a Life
- Diretto da: Roby Hardy
- Scritto da: Shonda Rhimes

### Trama
Sulla strada per andare all'aeroporto per prendere l'aereo per Washington e licenziarsi dal lavoro presidenziale, Derek assiste ad un incidente e, uscendone inizialmente illeso, decide di andare a vedere come stanno le altre persone che sono rimaste coinvolte. Nella prima auto trova una mamma con la figlia che fortunatamente non sono gravi. Nella seconda auto trova una ragazza in stato di shock con la nausea, che però non era al volante al momento dell'incidente. Voltandosi verso la strada trova l'autista, un ragazzo con un trauma cranico. Mentre Derek assiste i quattro, l'auto del ragazzo prende fuoco ed esplode e, grazie al fumo, riescono ad essere soccorsi. Quando arrivano i soccorsi, Derek decide di ritornare a casa, e quando si rimette in auto, il telefono gli squilla, distoglie lo sguardo dalla strada ed un camion si schianta contro la sua auto. Derek arriva in ospedale con un ematoma al cervello, non è quindi in grado di parlare ma è cosciente. I medici dell'ospedale gli fanno tutte le analisi tranne una tac, che gli risulterà fatale. Quindi lo portano in sala operatoria e lo aprono, scoprono che il problema non era né nell'addome né nella cavità toracica, e capiscono che aveva una lacerazione al cervello. Così decidono di chiamare il neurochirurgo, che si presenta in ritardo perché era fuori a cena. A Derek viene dichiarata la morte cerebrale. 
Meredith apre ai poliziotti che bussano alla sua porta e le dicono che Derek ha avuto un incidente e lei corre nell'ospedale dove si trova il marito. Dopo che le ore di attesa richieste per un segnale di attività del cervello sono passate, Meredith firma le carte per staccargli la spina. L'infermiera inizia a spegnere tutte le macchine, Meredith ripensa ai momenti passati con Derek, che fa il suo ultimo respiro e muore accanto alla moglie.
- Il titolo si riferisce all'omonimo brano dei The Fray

## Lei è andata via
- Titolo originale: She's Leaving Home
- Diretto da: Chris Hayden
- Scritto da: Stacy McKee

### Trama
Meredith ritorna al Grey Sloan Memorial per rivelare la notizia della morte di Derek. La maggior parte dei medici reagisce con tristezza e lacrime, ad eccezione di Amelia, che si nasconde dietro battute morbose sul fratello morto cogliendo alla sprovvista i suoi colleghi. Dopo il funerale, Meredith sparisce. Nessuno sa dove sia, perché lascia solo una nota in cui dice che lei e i bambini stanno bene, nessuno può raggiungerla e nessuno può chiederle dove si trovi. Bailey e Ben discutono su come vogliono essere curati se dovesse succedere qualcosa a loro. Bailey vuole essere lasciata andare, mentre Ben vuole che gli siano applicate le misure straordinarie. Richard si prepara a chiedere a Catherine di sposarla, ma lei lo respinge prima che possa inginocchiarsi. Dan, il poliziotto, fa il suo ritorno in ospedale per un'amputazione, generando goffe scene con la dott.ssa Torres. Owen e April vanno in guerra inizialmente per tre mesi, ma April estende il congedo a un anno nonostante le suppliche di Jackson di tornare a casa. Jackson e Jo lavorano su un paio di ustionati tra i quali si crea un legame speciale. Dopo che è passato quasi un anno dalla fuga di Meredith, Alex finalmente riesce a contattarla e Meredith gli risponde dicendo che sta bene e di smettere di chiamare. Meredith, come la madre, è fuggita e aspetta un bambino, ma non lo rivela a nessuno.
Callie continua a lavorare con Dan dopo l'amputazione della gamba; durante la terapia, lo aiuta ad imparare a camminare con uno dei suoi arti robotici che le ricorda Derek. Amelia ha un crollo emotivo in ospedale e ciò la porta ad acquistare ossicodone, dal quale era dipendente anni prima. Owen, tornato a casa, la trova a casa di Meredith e Derek mentre sta seriamente pensando di prendere il farmaco. Owen riesce a convincerla a non farlo e così Amelia si confronta con i suoi sentimenti a testa alta e senza farmaci per la prima volta dalla perdita del suo bambino. A San Valentino, Ben mostra alla Bailey che ha fatto scrivere nel suo testamento di essere staccato dalle macchine nel caso succedesse qualcosa; tuttavia, a Miranda non piace questa nuova decisione del marito, dal momento che stava accettando la sua voglia di vivere a tutti i costi. April sorprende Jackson tornando dalla sua ferma militare senza preavviso e Catherine chiede a Richard di sposarla, di fronte a tutto l'ospedale; lui accetta. I parallelismi tra Meredith e sua madre, Ellis, continuano anche quando Meredith inizia a sanguinare in cucina: il bambino sta per nascere. Meredith chiede alla figlia di chiamare il 911 e chiedere aiuto. Così come Meredith salvò Ellis, Zola salva Meredith, che partorisce una bambina e la chiama Ellis. Con grande sorpresa di Meredith, Alex si presenta in ospedale perché è stato segnato come il suo contatto di emergenza. Tutti insieme tornano a Seattle, dove finalmente Meredith torna a operare con la cuffietta di Derek e decide che deve andare avanti e ricominciare da capo.
- Il titolo originale si riferisce ad una canzone dei Beatles.

## Il tempo si ferma
- Titolo originale: Time Stops
- Diretto da: Kevin McKidd
- Scritto da: Meg Marinis

### Trama
Con il crollo di una galleria arrivano molte vittime al Grey Sloan Memorial Hospital e April, Maggie, Amelia e Meredith vanno sul posto per soccorrere altre vittime. Richard, che ora lavora come Capo ad interim di Chirurgia da quando Owen si è dimesso, fa il suo famoso discorso per il primo giorno dei nuovi specializzandi. È anche il giorno delle nozze di Richard e Catherine, e nonostante inizi alla grande, si inacidisce rapidamente quando Catherine e Richard iniziano a discutere sulla gestione e gli affari dell'ospedale. Meredith decide che non può salvare il paziente intrappolato nell'auto, ma Amelia, riferendosi al fatto per come ha lasciato morire Derek, le rimprovera di prendere decisioni senza considerare una speranza per il paziente e le rinfaccia di non averla chiamata per salvarlo. Meredith non riesce a sentirsi a casa senza Derek, così decide di venderla e chiede ad Alex se lei e i bambini possono tornare a vivere con lui e Jo. Richard annulla il suo matrimonio, Jackson dice a Owen che lui e April non sono più sulla stessa linea d'onda da quando lei è partita all'estero, Alex e Jo hanno un momento difficile, e Maggie riceve cattive notizie dalla madre. April, porta uno dei pazienti intrappolati (ancora nella sua auto) all'ospedale.

## Tu sei la mia casa
- Titolo originale: You're My Home
- Diretto da: Rob Corn
- Scritto da: William Harper

### Trama
Con soltanto cinque minuti per far arrivare il paziente di April dalla macchina al tavolo operatorio, gli specializzandi di Stephanie devono contribuire a rendere il percorso chiaro. Alex chiede a Jo se Meredith e i bambini possono vivere con loro, ma Jo fraintende perché capisce che Alex vuole avere una famiglia con Meredith. Alex si chiarisce, e Jo va a comprare una casa da ristrutturare solo per loro due. Meredith cerca di riparare il rapporto con Amelia, così le dà il suo vecchio telefono per farle ascoltare l'ultimo messaggio vocale che Derek ha mandato. April dice a Jackson che vuole tornare all'estero, ma lui le dà un ultimatum: lei può andare, ma se lo fa, lui non ci sarà quando tornerà. Richard dice a Bailey che lei sarà il prossimo capo, ma a Catherine questa decisione non va bene. La coppia inizia a discutere di nuovo e Meredith si gioca la carta dell'essere vedova, e dice loro di riconciliarsi qualunque cosa sia che sta causando la loro separazione. Alla fine Richard e Catherine si sposano nella cappella dell'ospedale e festeggiano il loro matrimonio in casa di Meredith e Derek. Durante la festa, Maggie dice a Meredith che i suoi genitori stanno divorziando e che il motivo per cui non gliel'ha detto prima era perché i suoi problemi sembravano così banali in confronto a quelli di Meredith. Poi le due vengono raggiunte da Amelia che ringrazia Meredith per averle fatto salutare per l'ultima volta il fratello. Alla fine tutti entrano in casa per festeggiare e ballare per l'ultima volta nella casa di Meredith e Derek.